# Pulau Karaba-Besar
Pulau Karaba-Besar är en ö i Indonesien.   Den ligger i provinsen Sumatera Barat, i den västra delen av landet, 900 km nordväst om huvudstaden Jakarta.